# Citroën Elysée
De Dongfeng Citroën Elysée is een sedan met een ontwerp afgeleid van de Citroën ZX en ontworpen in China. De voorzijde lijkt op de Citroën Xsara wat komt doordat deze ook onderdelen deelt met de Citroën Xsara en de Citroën Saxo.
Het merk Dongfeng produceert deze auto onder licentie van Citroën in China.

## Tweede generatie
Citroën kondigde in 2012 aan dat de Elysée een opvolger kreeg, namelijk de C-Elysée. De C-Elysée wordt geproduceerd voor landen in Midden-Europa. De auto gaat in Vigo in Spanje gemaakt worden vanaf 2013 samen met de Peugeot 301.